# Ben & Jerry’s
Ben & Jerry’s Homemade Holdings Inc. – bekannt unter dem Handelsnamen Ben & Jerry’s – ist ein US-amerikanischer Speiseeishersteller, dessen Produkte seit 2002 auch in Deutschland erhältlich sind. Nach dem Verkauf im Jahr 2000 gehört das Unternehmen zum britischen Unilever-Konzern. Der Hauptbetrieb befindet sich in Waterbury im US-Bundesstaat Vermont. Das europäische Sortiment wird im niederländischen Hellendoorn hergestellt.

## Unternehmensgeschichte

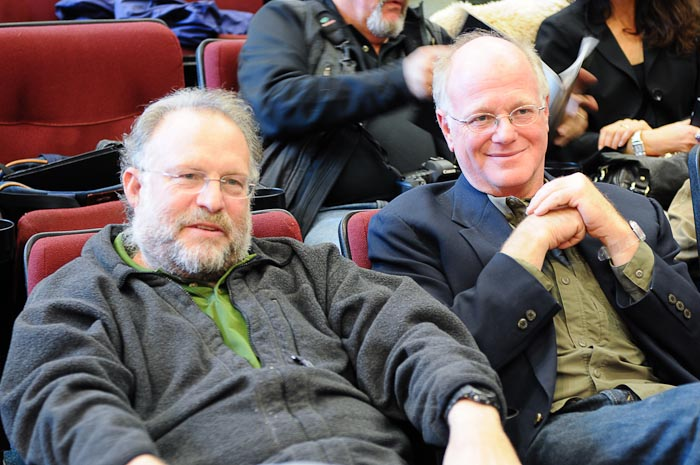
Die Firmengründer Ben Cohen (rechts) und Jerry Greenfield

1977 nahmen die Freunde Ben Cohen und Jerry Greenfield an einem Korrespondenzkurs zur Herstellung von Speiseeis an der Pennsylvania State University teil. 1978 gründeten sie in Burlington, Vermont die Firma Ben & Jerry’s mit einem Eigenkapital von 8000 US-Dollar und einem Kleinkredit von 4000 US-Dollar. Der erste Laden wurde in einer umgebauten Tankstelle in Burlington eröffnet.
1980 wurde die Produktion in eine alte Mühle verlagert, dort wurde das Speiseeis erstmals in ½-Liter-Gefäße, sogenannten Pints, zum Verkauf abgepackt. 1981 wurde der erste Franchise-Betrieb eröffnet. Zwischen 1982 und 1989 stieg der Umsatz von unter einer Million US-Dollar auf über 58 Millionen. Um Kapital für den Bau einer Eiscremefabrik in Waterbury zu generieren, brachten sie ihr Unternehmen 1984 an die Börse. Cohens Idee war es, die Anteile nur an Einwohner in Vermont zu verkaufen, um so den Lokalpatriotismus für ihre Eiscrememarke zu nutzen. Auf diese Weise unterlag der Börsengang auch nicht den hohen Kosten und Anforderungen der Börsenaufsicht Securities and Exchange Commission.
Im selben Jahr und 1987 versuchte der Konkurrent Häagen-Dazs, den Vertrieb von Ben & Jerry’s zu beschränken, woraufhin Cohen und Greenfield zwei Gerichtsprozesse gegen die Häagen-Dazs-Mutterfirma Pillsbury Company anstrengten und beide Prozesse gewannen. 1988 erhielten die beiden den Preis „U.S. Small Business Persons of the Year“ (Kleinunternehmer des Jahres in den USA), der durch den US-Präsidenten Ronald Reagan verliehen wurde. 1994 übertrafen sie den Umsatz von Häagen-Dazs. Seit August 2000 gehört Ben & Jerry’s zum Unilever-Konzern, der das Unternehmen für rund 326 Millionen US-Dollar übernommen hat.

## Vertrieb

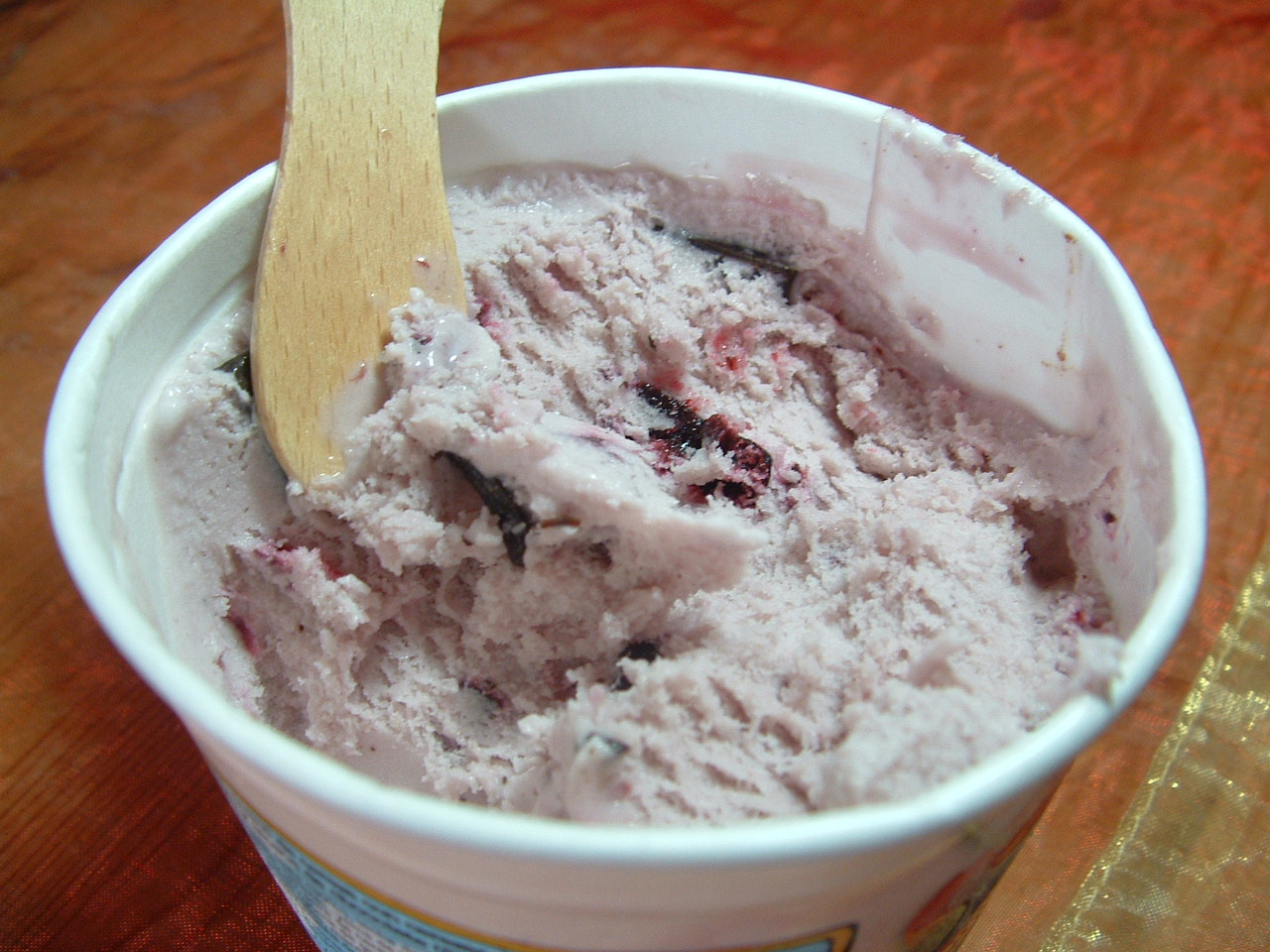
Eisbecher der Sorte Cherry Garcia mit typischem Holzspatel

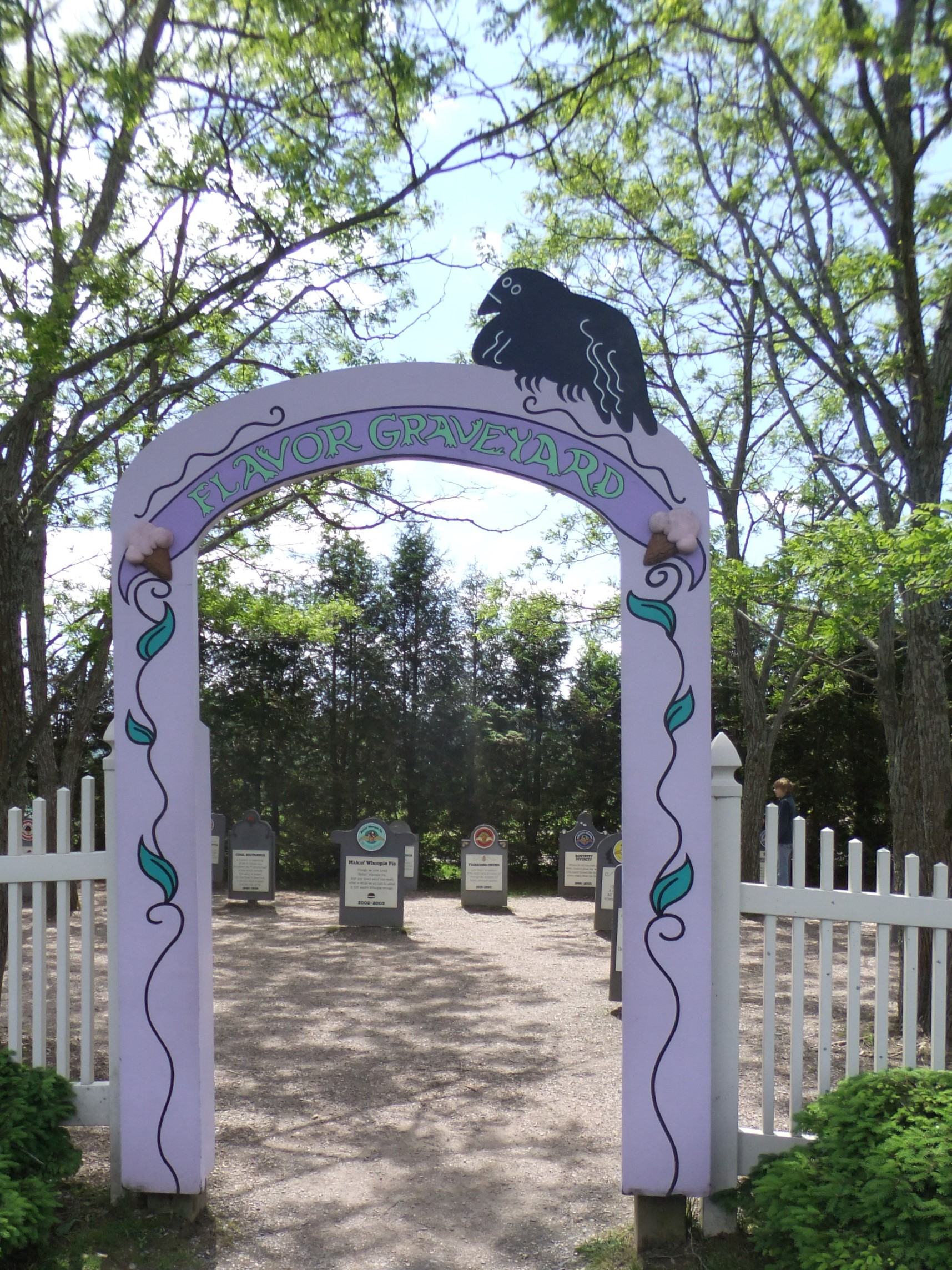
Der Flavor Graveyard in Waterbury, Vermont

In Deutschland sind die Produkte vornehmlich in abgepackter Form in Supermärkten, Tankstellen und Fast-Food-Restaurants erhältlich. Die Becher sind in Europa mit 500 ml Inhalt und als sogenannte Shorties mit 100 ml Inhalt erhältlich. Darüber hinaus gibt es zahlreiche Geschäfte, zumeist in Großkinos, in denen die Produkte auch offen angeboten werden. Diese Franchise-Geschäfte werden als „Scoop Shop“ bezeichnet und sind in den USA weit verbreitet.

## Produkte
Es gibt 53 Geschmacksrichtungen von Speiseeis in den USA und 17 Sorten (Stand: Juni 2015) in Deutschland bzw. Europa, wobei ständig neue Sorten entstehen und alte eingestellt werden. Die beliebtesten Sorten in Deutschland sind Cookie Dough, Chocolate Fudge Brownie und Half Baked. Als es noch regulär im Handel erhältlich war, zählte zudem Cherry Garcia (benannt zu Ehren des Grateful-Dead-Gitarristen Jerry Garcia) zu den Favoriten in Deutschland.
Mittlerweile ist die Kirsch-Sorte nur noch in den „Scoop Shops“, also Ben-&-Jerry’s-Eisdielen, erhältlich. In Großbritannien wiederum sind Phish Food und in den Niederlanden Chunky Monkey die gängigsten Sorten. Neben Eiscreme gibt es in den Ladenlokalen auch Frozen Yogurt und Milchshakes. Das Eissortiment wird seit 2005 um Fairtrade-Produkte erweitert. Seit 2016 bietet das Unternehmen auch vegane Sorten an.

### Flavor Graveyard
Für alle Geschmacksrichtungen, die vom Markt genommen wurden oder nicht in die Produktion gelangten, gibt es im Werk in Waterbury einen Flavor Graveyard (etwa: Friedhof der Geschmacksrichtungen). Es handelt sich um eine Nachahmung eines realen Friedhofes mit Grabsteinen für jede „beerdigte“ Sorte. Mittlerweile wurde auch im englischen Clapham Common, einem Stadtteil von London, ein solcher „Friedhof“ eingerichtet.

## Politisches Engagement

Ein Scoop Shop von Ben & Jerry’s

Cohen und Greenfield führten bereits 1985 für ihre Angestellten als erstes Unternehmen der USA den Mutterschafts- und Vaterschaftsurlaub sowie Ausbildungsbeihilfen ein, die sie auch auf deren nicht verheiratete und gleichgeschlechtliche Partner ausdehnten. Ben & Jerry’s engagiert sich außerdem in vielfältiger Weise in verschiedenen sozialen Bereichen und Projekten. Beispiele hierfür sind das „Ben & Jerry’s Climate Change College“ – ein vom Unternehmen finanziertes internationales Klimaschutzprogramm, das junge Menschen aus verschiedenen Ländern zu Klimabotschaftern ausbildet. Die Idee geht auf den niederländischen Polarexperten Marc Cornelissen zurück. Internationaler Partner des Projekts ist der WWF.
Das Caring-Dairy-Programm, das sich für eine nachhaltige Milchwirtschaft einsetzt, ist ebenfalls eines der Firmenprojekte, ebenso wie „Cool your jets“: Seit 2005 sind alle Mitarbeiter verpflichtet, bei der Buchung eines Fluges auch ein „Klima-Ticket“ zu kaufen, wodurch die Teilnahme an einem Klimaschutzprojekt erzwungen wird, um den Kohlendioxidausstoß, der durch die Flugreise verursacht wird, zu neutralisieren. Im Frühjahr 2007 hat das Unternehmen bekanntgegeben, in Europa zu 100 % klimaneutral zu produzieren.
Das Unternehmen setzt sich in Zusammenarbeit mit dem International Rescue Committee für Flüchtlinge ein sowie für Viva con Agua, einer NGO für den weltweiten Zugang zu Trinkwasser.
Im August 2020 hatte die Social-Media-Abteilung von Ben & Jerry’s im Zuge der Anlandung hunderter Migranten aus nicht-EU-Ländern an der englischen Kanalküste in einer Reihe von Tweets die britische Innenministerin Priti Patel aufgefordert, mehr Flüchtlinge auf legalem Weg ins Land zu holen und mehr Empathie für Personen angemahnt, die vor Krieg, Klimawandel und Folter fliehen würden.
Anfang Juli 2023 forderte das Unternehmen die Rückgabe von Territorien an die Ureinwohner Amerikas. Daraufhin kam es zu Boykottaufrufen gegen das Unternehmen sowie der Forderung, das Land, auf dem das Hauptquartier des Eisproduzenten steht, an den Abenaki-Stamm zurückzugeben.

### Boykott israelisch besetzter Gebiete
Im Juli 2021 teilte das Unternehmen mit, den Eisverkauf in den israelisch besetzten Gebieten im Westjordanland und Ostjerusalem mit Auslaufen der Lizenz Ende 2022 einzustellen; der Verkauf sei nicht mit den Werten des Unternehmens vereinbar. Die israelische Regierung kündigte ein rechtliches Vorgehen dagegen an. Die Designerin Susannah Levin, die 21 Jahre lang die skurrilen Grafiken auf den Eiscreme-Verpackungen gezeichnet hatte, kündigte wegen des Boykotts die Zusammenarbeit auf.
Die Gründer und ehemaligen Firmenleiter Bennett Cohen und Jerry Greenfield nahmen in einem Kommentar in der New York Times Stellung und unterstützten den Entschluss, wobei sie als „stolze Juden“ darauf hinwiesen, dass ein Verkaufsstopp „außerhalb der demokratischen Grenzen“ Israels weder ein Boykott Israels noch antisemitisch und auch keine Unterstützung von BDS sei. Im Juni 2022 verkaufte Unilever das israelische Geschäft von Ben & Jerry’s an eine Tochterfirma des vorigen Lizenzhalters Zinger.

### Free Cone Day
Zur Feier des Geburtstags ihres ersten Eisshops haben Cohen und Greenfield 1979 den Free Cone Day (etwa: Tag der kostenlosen Eiswaffel) eingeführt. Seitdem wird der Tag jährlich weltweit in allen Ben & Jerry’s Shops zelebriert, und es gibt an einem Dienstag im April Gratiseis. Gleichzeitig sammelt Ben & Jerry’s Spenden für eine lokale soziale Einrichtung.

## Kritik
Nach Kritik durch das amerikanische Center for Science in the Public Interest hat das Unternehmen im September 2010 angekündigt, den Slogan All natural Ben & Jerry’s in Zukunft nicht mehr zu verwenden. Die Verbraucherschutzorganisation hatte diesen als irreführend dargestellt, da in 48 von 53 Eissorten künstliche Zusatzstoffe gefunden wurden. 2017 wurden in einigen Speiseeisproben Spuren des Unkrautvernichtungsmittels Glyphosat gefunden, die unter dem geltenden Grenzwert lagen. 2018 beschuldigten Aktivisten von Migrant Justice im Guardian Ben & Jerry’s, Produkte von Milchfarmen zu beziehen, die illegale Arbeiter zu miserablen Arbeitsbedingungen wie 14 Stunden täglicher Arbeit an sieben Tagen in der Woche beschäftigten. Ben & Jerry’s musste sich öffentlich entschuldigen und gelobte Besserung.